# 1949년
1949년은 토요일로 시작하는 평년이다.

## 연호
- 중화민국(中華民國) 민국(民國) 38년
- 일본(日本) 쇼와(昭和) 24년

## 사건
- 1월 21일 - 중화민국 총통 장제스 하야, 부총통 리쭝런 권한대행 취임.
- 1월 31일 - 베이징이 중국 인민해방군에 함락.
- 4월 4일 - 북대서양 조약 기구 창설.
- 4월 23일 - 중국의 수도 난징이 중국 인민해방군에 함락.
- 5월 8일 - 독일, 기본법 제정 회의가 기본법을 통과시키다. 이후에 미국·영국·프랑스의 Trizone란 점령지(즉 소련 점령지, 베를린, 자르, 동부 영토 이외 독일)의 주의회들의 11개 중에 10개 통과되었다.
- 5월 11일 - 이스라엘이 유엔에 가입되었다.
- 5월 20일 - 국회 프락치 사건이 발생하였다. 이로 인해 김약수, 이문원, 노일환 의원이 체포되었다.
- 5월 23일 - 이북5도위원회가 설립되었다.
- 5월 24일 - 독일, 23일에 기본법이 기본법 제정 회의에서 선포돼 24일부터 시행. 이로써 독일 연방 공화국(서독) 성립.
- 6월 6일 - 반민특위, 내무차관 장경근 등에 의해 특경대가 해산되고 이 활동에 참여한 많은 사람들이 체포되어 심한 고문을 당하는 이른바 6.6 사건이 발생. 중부경찰서장 윤기병이 지휘하는 무장경찰이 특경대원을 비롯해 반민특위 요원 35명을 체포해 수감하는 습격사건.
- 6월 8일 - 1984년 출간.
- 6월 15일 - 신 대만 달러 정식 발행 시작.
- 6월 26일 - 대한민국에서 미국군 철수. 김구가 육군 소위 안두희에게 살해됨.
- 8월 6일 - 대한민국, 병역제도를 모병제에서 전시 징병제 (후에 징병제)로 개정.
- 8월 8일 - 부탄 독립.
- 8월 12일 - 전쟁 포로와 전시 민간인에 대한 대우 등을 규정한 제네바 협약 조인.
- 8월 14일 - 수원부, 여수부, 순천부, 포항부, 김천부가 읍에서 부로 승격.
- 8월 15일 - 부를 시(市)로 일괄 개칭.
- 8월 21일 - 독일을 점령한 서방 3개국(미국, 영국, 프랑스), 군정 체제 종식.
- 8월 29일 - 소비에트 연방, 원자 폭탄 실험 성공되었다.
- 8월 30일 - 대한민국 최초의 국비유학생 6명, 미국 유학.
- 9월 14일 - 목포 형무소에서 수감자 350여 명이 감옥을 파괴하고 탈출하는 사건 발생.
- 9월 19일 - 소비에트 연방, 조선민주주의인민공화국 주둔 자국군 철수 계획 발표.
- 9월 22일 - 대한민국 국회, 반민족행위특별조사위원회(약칭 반민특위) 폐지법안 가결.
- 9월 26일 - 대한민국 정부, 법원조직법 공포.
- 9월 27일 - 중화인민공화국에서 오성홍기 채택.
- 10월 1일 - 중화인민공화국 성립.
- 10월 5일 - 평해호 침몰 사고가 일어남.
- 10월 7일 - 독일 민주 공화국(동독) 성립.
- 10월 12일 -  대한민국 공군 창설. (초대 사령관 김정렬 대령)
- 10월 14일 - 대한민국, 공군사관학교 전신인 항공사관학교 창설.
- 10월 15일 - 대한민국과 일본, 한일통상협정 조인.
- 12월 7일 - 중화민국, 수도를 타이베이로 이전. (국부천대)
- 12월 27일 - 인도네시아 네덜란드로부터 독립.
- 한글 타자기 첫 시판.
- 베를린 봉쇄(1948년 6월 24일부터 1949년 5월 12일)

## 탄생

### 1월
- 1월 2일 - 대한민국의 의사 김성권.
- 1월 3일 - 대한민국의 배우 이규현.
- 1월 11일 - 대한민국의 정치인 조재환.
- 1월 12일
  - 대한민국의 기업가 겸 정치인 문국현.
  - 독일의 축구 선수 오트마어 히츠펠트.
  - 일본의 소설가 무라카미 하루키.
- 1월 13일 - 대한민국의 군인 김태영. (~2025년)
- 1월 15일 - 대한민국의 배우 김창숙.
- 1월 20일 - 대한민국의 정치인 송병대.
- 1월 28일 - 영국의 이론 물리학자 마이클 제임스 더프.
- 1월 31일 - 미국의 작가, 사상가 켄 윌버.

### 2월
- 2월 1일
  - 대한민국의 배우 이병철. (~2022년)
  - 영국의 기업인 데이비드 설리번.
- 2월 2일 - 미국의 배우 브렌트 스파이너.
- 2월 8일 - 프랑스의 배우 닐스 아레스트뤼프. (~2024년)
- 2월 9일 - 대한민국의 교육자 진성규.
- 2월 10일
  - 대한민국의 바둑 기사 양상국.
  - 대한민국의 기자, 정치인 선경식. (~2012년)
- 2월 15일 - 대한민국의 공무원, 정치인 김종민.
- 2월 16일 - 대한민국의 배우 박원숙.
- 2월 18일
  - 대한민국의 야구 해설위원 하일성. (~2016년)
  - 대한민국 여성 가수 겸 작사가 이영숙. (~2016년)
- 2월 19일 - 대한민국의 작사자 박건호. (~2007년)
- 2월 20일 - 체코의 모델 이바나 트럼프 (~2022년)
- 2월 22일
  - 대한민국의 배우 서인석.
  - 오스트리아의 자동차 경주 선수 니키 라우다. (~2019년)
  - 대한민국의 시인 조정권. (~2017년)
- 2월 24일 - 대한민국의 군인 출신 정치인 송영무.
- 2월 27일
  - 대한민국의 언론, 앵커 출신 정치인 류근찬.
  - 대한민국의 배우 기정수.

### 3월
- 3월 1일 - 대한민국의 성우 김명수.
- 3월 3일 - 대한민국의 배우 이문수.
- 3월 5일
  - 대한민국의 만화가 이홍우. (~2022년)
  - 프랑스의 기업인 베르나르 아르노.
- 3월 6일 - 파키스탄의 정치인 샤우카트 아지즈.
- 3월 8일
  - 페루의 축구 선수 테오필로 쿠비야스.
  - 대한민국의 기업인 조양호. (~2019년)
- 3월 10일 - 대한민국의 정치인 정양숙.
- 3월 13일 - 대한민국의 공무원 정채호.
- 3월 14일
  - 대한민국의 배우 한진희.
  - 대한민국의 바둑 기사 김덕규.
- 3월 16일 - 미국의 배우 에릭 에스트라다.
- 3월 21일 - 슬로베니아의 사상가 슬라보이 지제크.
- 3월 22일
  - 프랑스의 기업인 장미셸 올라스.
  - 프랑스의 배우 파니 아르당.
  - 영국의 바이러스 학자 마이클 호턴.
- 3월 24일 - 대한민국의 기업인 김한영.
- 3월 29일 - 대한민국의 만화가 박봉성. (~2005년)

### 4월
- 4월 3일 - 미국의 배우, 권투 선수 라일 알자도.
- 4월 4일 - 중국의 필즈상 수상 수학자 야우씽퉁.
- 4월 5일 - 미국의 우주비행사 주디스 레스닉. (~1986년)
- 4월 10일 - 대한민국의 성악가 강병운.
- 4월 11일 - 독일의 영화 제작자 베른트 아이힝거. (~2011년)
- 4월 16일 - 미국의 사업가 겸 정치인 앤 롬니.
- 4월 18일 - 미국의 필즈상 수상 수학자 찰스 페퍼먼.
- 4월 20일
  - 미국의 배우 제시카 랭.
  - 미국의 배우 베로니카 카트라이트.
- 4월 25일 - 프랑스의 정치가 도미니크 스트로스칸.
- 4월 26일
  - 대한민국의 성우 이윤선.
  - 대한민국의 정치인 윤장현.
  - 일본의 소설가 사가와 잇세이. (~2022년)
  - 대한민국의 사회학자, 교수 임현진.
- 4월 30일 - 포르투갈의 정치인, 유엔 사무총장 안토니우 구테흐스.

### 5월
- 5월 1일 ~ 5월 2일 임시공휴일로 징검다리 (2일)로 지정했어요.
- 5월 1일 - 대한민국의 검사 이종왕. (~2022년)
- 5월 3일
  - 아르헨티나의 축구 선수 레오폴도 루케. (~2021년)
  - 중국계 미국인 요리연구가, 방송인 켄 홈.
- 5월 4일 - 대한민국의 교사 출신 교육감 신정균. (~2013년)
- 5월 8일 - 뉴질랜드의 축구 선수 존 힐.
- 5월 9일 - 미국의 싱어송라이터 빌리 조엘.
- 5월 15일 - 대한민국의 배우 이성호.
- 5월 16일 - 대한민국의 교육자 김성중.
- 5월 18일 - 페루의 축구 선수 우고 소틸. (~2024년)
- 5월 20일 - 대한민국의 교육인 박범익.
- 5월 26일 - 미국의 컴퓨터 프로그래머 워드 커닝햄.
- 5월 27일 - 영국 노동당의 당수 제러미 코빈.
- 5월 30일 - 일본의 가수, 배우, 희극인 히노 쇼헤이.
- 5월 31일 - 대한민국의 배우 임혁.

### 6월
- 6월 3일 - 대한민국의 배우 김윤형.
- 6월 5일 - 영국의 소설가 켄 폴릿.
- 6월 11일 - 대한민국의 가수 한백희. (~2006년)
- 6월 12일 - 잉글랜드의 음악가 존 웨튼. (~2017년)
- 6월 14일 - 잉글랜드의 음악가 앨런 화이트. (~2022년)
- 6월 15일 - 미국의 배우 짐 바니. (~2000년)
- 6월 16일 - 대한민국의 정치인 백성운.
- 6월 18일
  - 폴란드의 정치가 레흐 카친스키. (~2010년)
  - 폴란드의 정치가 야로스와프 카친스키.
  - 미국의 삽화가, 아동문학 작가 크리스 반 알스버그.
  - 대한민국의 공무원, 정치인 한덕수.
- 6월 20일 - 미국의 싱어송라이터 라이오넬 리치.
- 6월 22일
  - 미국의 배우 메릴 스트립.
  - 미국의 배우 린지 와그너.
- 6월 23일 - 미국의 영화 제작자 로런 슐러 도너.
- 6월 24일 - 독일의 적군파 대원 브리기테 몬하우프트.
- 6월 25일
  - 대한민국의 배우 겸 방송인 윤주상.
  - 오스트리아의 법조인 브리기테 비어라인. (~2024년)
- 6월 28일 - 미국의 야구 선수 돈 베일러. (~2017년)

### 7월
- 7월 3일 - 대한민국의 대학 교수 겸 정치가 나상기.
- 7월 4일
  - 미국의 배우 에드 오로스.
  - 대한민국의 정치인 조윤길.
- 7월 6일 - 일본의 영화감독 최양일. (~2022년)
- 7월 7일 - 미국의 배우 셸리 듀발. (~2024년)
- 7월 12일 - 대한민국의 교육인 김양곤.
- 7월 13일 - 대한민국의 정치인, 노동운동가 단병호.
- 7월 15일 - 대한민국의 정치인 김효석. (~2020년)
- 7월 16일 - 대한민국의 공무원, 정치인 이종화.
- 7월 19일 - 남아공의 정치인 칼레마 모틀란테.
- 7월 26일
  - 타이의 기업인, 정치인 탁신 친나왓.
  - 영국의 대중음악가수 로저 테일러.
- 7월 28일 - 미국의 야구 선수  바이다 블루. (~2023년)

### 8월
- 8월 1일 - 중국의 금융인 진리췬.
- 8월 5일 - 대한민국의 배우 정동환.
- 8월 8일
  - 동독의 군인 베르너 바인홀트. (~2024년)
  - 대한민국의 정치인 이병희.
- 8월 9일
  - 대한민국의 영문학자, 문학평론가 김성곤.
  - 미국의 배우 질리안 케스너. (~2007년)
- 8월 10일
  - 대한민국의 세무 공무원 이주성. (~2023년)
  - 미크로네시아 연방의 제3대 대통령 존 하글렐감. (~2024년)
- 8월 11일 - 미국의 싱어송라이터 에릭 카먼. (~2024년)
- 8월 14일 - 덴마크의 축구 선수, 지도자 모르텐 올센.
- 8월 15일 - 대한민국의 교육인 안경수.
- 8월 16일 - 크리스토스 파파디미트리우.
- 8월 17일
  - 대한민국의 정치인 박주선.
  - 미국의 정치인 놈 콜먼.
- 8월 21일
  - 대한민국의 경찰 출신 정치인 성낙합. (~2006년)
  - 미국의 배우 로레타 더바인.
- 8월 25일
  - 영국의 소설가 마틴 에이미스. (~2023년)
  - 미국의 음악가 진 시몬스.
- 8월 28일 - 대한민국의 기업인, 정치인 주진우.
- 8월 29일 - 프랑스의 텔레비전 진행자 이고르 보그다노프. (~2022년)
- 8월 31일 - 미국의 배우 리처드 기어.

### 9월
- 9월 2일 - 대한민국의 배우 임채무.
- 9월 3일
  - 대한민국의 배우 김수미. (~2024년)
  - 대한민국의 정치인 박상돈.
- 9월 5일
  - 대한민국의 국악인 안숙선.
  - 대한민국의 정치인 우건도.
- 9월 6일 - 대한민국의 정치인 전재희.
- 9월 10일 - 타이완의 가수 어우양페이페이.
- 9월 18일 - 홍콩의 전 배우 풍극안. (~2016년)
- 9월 19일 - 영국의 모델, 배우 트위기.
- 9월 20일 - 프랑스의 배우 사빈 아제마.
- 9월 21일 - 대한민국의 국회의원 고희선. (~2013년)
- 9월 23일 - 미국의 싱어송라이터 브루스 스프링스틴.
- 9월 25일
  - 스페인의 영화감독 페드로 알모도바르.
  - 프랑스의 축구 선수 장 프티. (~2024년)
- 9월 27일 - 대한민국의 교육인 김명호.
- 9월 30일 - 대한민국의 가수, 음악가 문주란.

### 10월
- 10월 1일 ~ 10월 3일 개천절 징검다리 연휴 (3일)
- 10월 9일 ~ 10월 10일 개천절 징검다리 연휴 (2일)
- 10월 8일 - 미국의 배우 시고니 위버.
- 10월 15일
  - 대한민국의 성우 김도현.
  - 대한민국의 공무원 권태신.
  - 미국의 배우 타니아 로버츠. (~2021년)
- 10월 16일 - 대한민국의 기업인 허창수.
- 10월 19일 - 대한민국의 배우 허진.
- 10월 20일 - 대한민국 기업인. 중앙일보 회장. 제20대 주미대사 홍석현.
- 10월 22일 - 프랑스의 축구 선수 아르센 벵거.
- 10월 23일 - 대한민국의 요리 연구가 한복선.
- 10월 28일 - 미국의 전직 육상 선수, 사업가 케이틀린 제너.
- 10월 30일
  - 대한민국의 대주교 장인남.
  - 대한민국의 기업인 김진.

### 11월
- 11월 1일 - 캐나다의 음악 프로듀서 데이비드 포스터.
- 11월 2일 - 미국의 SF 작가 로이스 맥마스터 부졸드.
- 11월 11일 - 대한민국의 연출가 염현섭.
- 11월 15일 - 대한민국의 배우 강인덕.
- 11월 16일 - 대한민국의 연구인 채경철. (~2024년)
- 11월 17일
  - 미국의 정치인 존 베이너.
  - 오스트레일리아의 전 수영 선수 마이클 웬던.
- 11월 20일 - 대한민국의 방송프로듀서 남성우. (~2012년)
- 11월 21일 - 튀르키예의 축구 선수 체티네르 에르도안. (~2017년)
- 11월 22일 - 대한민국의 성우 백진.
- 11월 26일 - 조선민주주의인민공화국의 외교관, 정치인 김형준.
- 11월 27일 - 일본의 야구 선수 무라타 조지. (~2022년)
- 11월 28일 - 일본의 작가 미즈키 교코.
- 11월 29일 - 미국의 영화배우 게리 섄들링. (~2016년)
- 11월 30일 - 대한민국의 방송인 허참. (~2022년)

### 12월
- 12월 1일
  - 대한민국의 가수, 작사가, 작곡가 김정수.
  - 칠레의 제40·42대 대통령 세바스티안 피녜라. (~2024년)
- 12월 3일 - 미국의 가수 겸 작곡가 미키 토머스.
- 12월 4일 - 미국의 배우 제프 브리지스.
- 12월 7일 - 미국의 싱어송라이터 톰 웨이츠.
- 12월 12일 - 영국의 배우 빌 나이.
- 12월 13일 - 조선민주주의인민공화국의 외교관 겸 정치인 김광린.
- 12월 14일 - 대한민국의 배우 정일모.
- 12월 16일 - 대한민국의 기자, 정치인 하금열.
- 12월 18일 - 대한민국의 영화배우 진도희. (~2015년)
- 12월 19일 - 프랑스의 축구 선수, 축구 감독 크리스티앙 달제. (~2023년)
- 12월 20일
  - 일본의 야구 선수 가토 하지메. (~2016년)
  - 말리의 정치인 수마일라 시세. (~2020년)
- 12월 21일
  - 일본의 만화가 히지리 유키. (~2022년)
  - 부르키나파소의 정치인 토마 상카라. (~1987년)
- 12월 22일
  - 영국의 가수 로빈 깁. (~2012년)
  - 영국의 가수 모리스 깁. (~2003년)
- 12월 25일 ~ 12월 26일 성탄절 징검다리 연휴 (2일)
  - 파키스탄의 정치인 나와즈 샤리프.
  - 미국의 배우 시시 스페이식.
- 12월 26일
  - 동티모르의 정치인 조제 하무스 오르타.
  - 미국의 음악가, 피아니스트 조지 윈스턴. (~2023년)
- 12월 27일 - 독일의 전 축구 선수 클라우스 피셔.
- 12월 30일 - 미국의 댄서, 안무가로, 컨템퍼러리 댄스의 선구자 윌리엄 포사이스.

### 미상
- 대한민국의 언론인 고광택. (~2024년)
- 대한민국의 교수 김경애.
- 대한민국의 세무 공무원 이주성. (~2023년)
- 대한민국의 공학자 양지원. (~2006년)
- 대한민국의 배우 박지훈.
- 대한민국의 시민 운동가 전옥주.  (~2021년)
- 대한민국의 금속공학 교수 홍준표.
- 대한민국의 제주도 서귀포시의원 김상헌.
- 대한민국의 충청남도 보령시의원 김정원.
- 대한민국의 기업인 박찬.
- 대한민국의 소방공무원 이석준.

## 사망

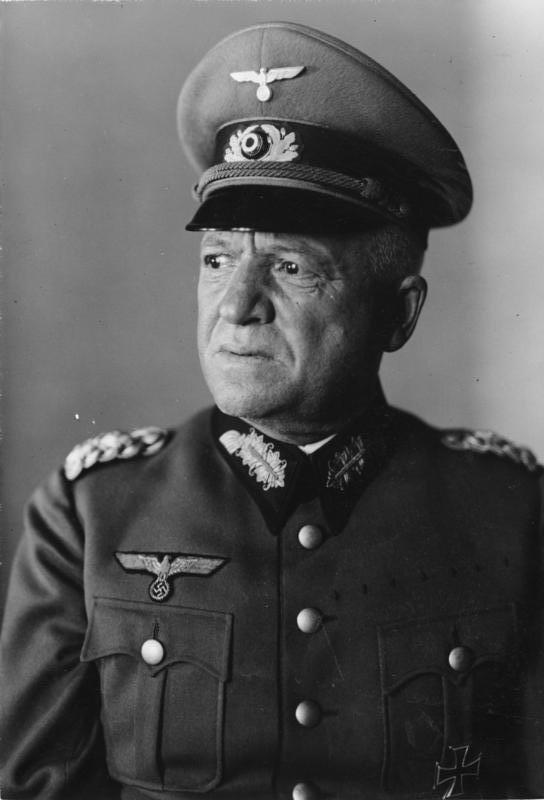
빌헬름 아담

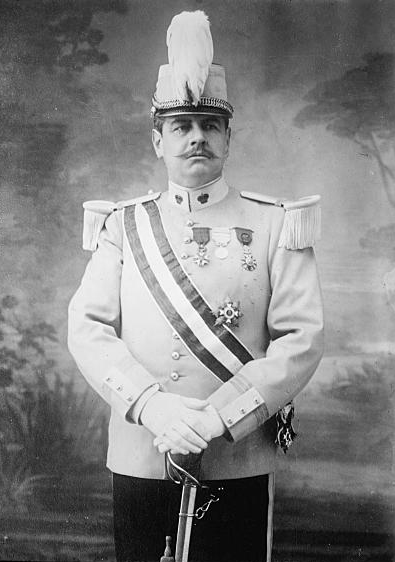
루이 2세

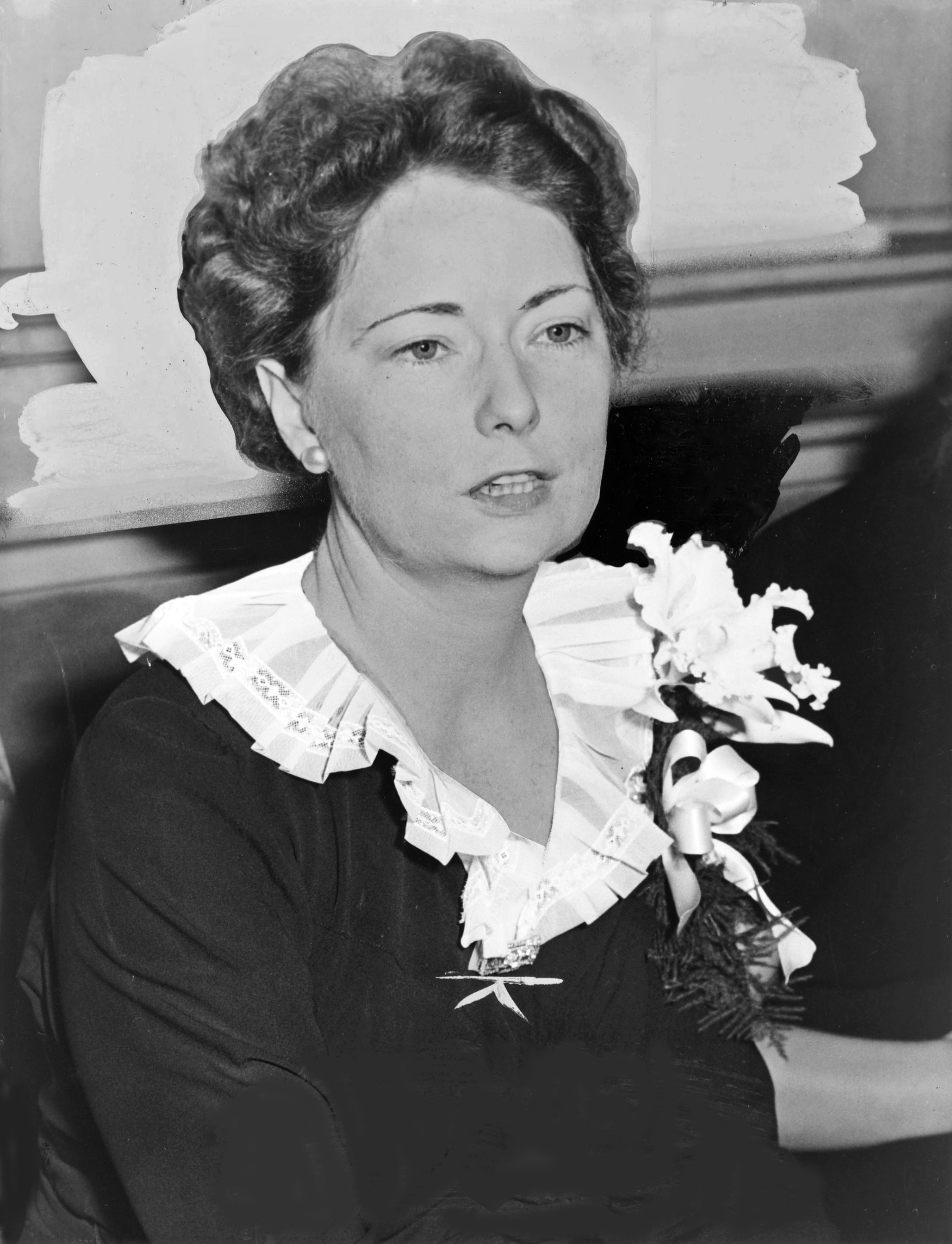
마거릿 미첼

- 3월 30일 - 독일의 화학자 프리드리히 베르기우스. (1884년~)
- 4월 8일 - 독일의 군인 빌헬름 아담. (1877년~)
- 5월 9일 - 모나코의 국왕 루이 2세. (1870년~)
- 6월 26일 - 대한민국의 정치인, 교육자, 독립운동가 김구. (1876년~)
- 8월 16일 - 미국의 작가 마거릿 미첼. (1900년~)
- 9월 8일 - 독일의 작곡가, 지휘자 리하르트 슈트라우스. (1864년~)
- 9월 22일 - 조선민주주의인민공화국의 독립운동가, 공산주의자 여성운동가, 정치인 김정숙. (1917년~)
- 10월 29일 - 대한민국의 아동문학가 고한승. (1902년~)
- 11월 27일 - 미국의 작가, 철학자 찰스 하넬. (1866년~)

## 노벨상
- 문학상 : 윌리엄 포크너
- 물리학상 : 유카와
- 생리학 및 의학상 : 발터 루돌프 헤스, 안토니우 에가스 모니스
- 평화상 : 존 보이드 오어

## 달력
| 1월 |    |    |    |    |    |    |
| 일  | 월 | 화 | 수 | 목 | 금 | 토 |
|     |    |    |    |    |    | 1  |
| 2   | 3  | 4  | 5  | 6  | 7  | 8  |
| 9   | 10 | 11 | 12 | 13 | 14 | 15 |
| 16  | 17 | 18 | 19 | 20 | 21 | 22 |
| 23  | 24 | 25 | 26 | 27 | 28 | 29 |
| 30  | 31 |    |    |    |    |    |

| 2월 |    |    |    |    |    |    |
| 일  | 월 | 화 | 수 | 목 | 금 | 토 |
|     |    | 1  | 2  | 3  | 4  | 5  |
| 6   | 7  | 8  | 9  | 10 | 11 | 12 |
| 13  | 14 | 15 | 16 | 17 | 18 | 19 |
| 20  | 21 | 22 | 23 | 24 | 25 | 26 |
| 27  | 28 |    |    |    |    |    |

| 3월 |    |    |    |    |    |    |
| 일  | 월 | 화 | 수 | 목 | 금 | 토 |
|     |    | 1  | 2  | 3  | 4  | 5  |
| 6   | 7  | 8  | 9  | 10 | 11 | 12 |
| 13  | 14 | 15 | 16 | 17 | 18 | 19 |
| 20  | 21 | 22 | 23 | 24 | 25 | 26 |
| 27  | 28 | 29 | 30 | 31 |    |    |

| 4월 |    |    |    |    |    |    |
| 일  | 월 | 화 | 수 | 목 | 금 | 토 |
|     |    |    |    |    | 1  | 2  |
| 3   | 4  | 5  | 6  | 7  | 8  | 9  |
| 10  | 11 | 12 | 13 | 14 | 15 | 16 |
| 17  | 18 | 19 | 20 | 21 | 22 | 23 |
| 24  | 25 | 26 | 27 | 28 | 29 | 30 |

| 5월 |    |    |    |    |    |    |
| 일  | 월 | 화 | 수 | 목 | 금 | 토 |
| 1   | 2  | 3  | 4  | 5  | 6  | 7  |
| 8   | 9  | 10 | 11 | 12 | 13 | 14 |
| 15  | 16 | 17 | 18 | 19 | 20 | 21 |
| 22  | 23 | 24 | 25 | 26 | 27 | 28 |
| 29  | 30 | 31 |    |    |    |    |

| 6월 |    |    |    |    |    |    |
| 일  | 월 | 화 | 수 | 목 | 금 | 토 |
|     |    |    | 1  | 2  | 3  | 4  |
| 5   | 6  | 7  | 8  | 9  | 10 | 11 |
| 12  | 13 | 14 | 15 | 16 | 17 | 18 |
| 19  | 20 | 21 | 22 | 23 | 24 | 25 |
| 26  | 27 | 28 | 29 | 30 |    |    |

| 7월 |    |    |    |    |    |    |
| 일  | 월 | 화 | 수 | 목 | 금 | 토 |
|     |    |    |    |    | 1  | 2  |
| 3   | 4  | 5  | 6  | 7  | 8  | 9  |
| 10  | 11 | 12 | 13 | 14 | 15 | 16 |
| 17  | 18 | 19 | 20 | 21 | 22 | 23 |
| 24  | 25 | 26 | 27 | 28 | 29 | 30 |
| 31  |    |    |    |    |    |    |

| 8월 |    |    |    |    |    |    |
| 일  | 월 | 화 | 수 | 목 | 금 | 토 |
|     | 1  | 2  | 3  | 4  | 5  | 6  |
| 7   | 8  | 9  | 10 | 11 | 12 | 13 |
| 14  | 15 | 16 | 17 | 18 | 19 | 20 |
| 21  | 22 | 23 | 24 | 25 | 26 | 27 |
| 28  | 29 | 30 | 31 |    |    |    |

| 9월 |    |    |    |    |    |    |
| 일  | 월 | 화 | 수 | 목 | 금 | 토 |
|     |    |    |    | 1  | 2  | 3  |
| 4   | 5  | 6  | 7  | 8  | 9  | 10 |
| 11  | 12 | 13 | 14 | 15 | 16 | 17 |
| 18  | 19 | 20 | 21 | 22 | 23 | 24 |
| 25  | 26 | 27 | 28 | 29 | 30 |    |

| 10월 |    |    |    |    |    |    |
| 일   | 월 | 화 | 수 | 목 | 금 | 토 |
|      |    |    |    |    |    | 1  |
| 2    | 3  | 4  | 5  | 6  | 7  | 8  |
| 9    | 10 | 11 | 12 | 13 | 14 | 15 |
| 16   | 17 | 18 | 19 | 20 | 21 | 22 |
| 23   | 24 | 25 | 26 | 27 | 28 | 29 |
| 30   | 31 |    |    |    |    |    |

| 11월 |    |    |    |    |    |    |
| 일   | 월 | 화 | 수 | 목 | 금 | 토 |
|      |    | 1  | 2  | 3  | 4  | 5  |
| 6    | 7  | 8  | 9  | 10 | 11 | 12 |
| 13   | 14 | 15 | 16 | 17 | 18 | 19 |
| 20   | 21 | 22 | 23 | 24 | 25 | 26 |
| 27   | 28 | 29 | 30 |    |    |    |

| 12월 |    |    |    |    |    |    |
| 일   | 월 | 화 | 수 | 목 | 금 | 토 |
|      |    |    |    | 1  | 2  | 3  |
| 4    | 5  | 6  | 7  | 8  | 9  | 10 |
| 11   | 12 | 13 | 14 | 15 | 16 | 17 |
| 18   | 19 | 20 | 21 | 22 | 23 | 24 |
| 25   | 26 | 27 | 28 | 29 | 30 | 31 |

### 음양력 대조 일람
| 음력월 | 월건 | 대소 | 음력 1일의 양력 월일 | 음력 1일 간지 |
| ------ | ---- | ---- | -------------------- | ------------- |
| 1월    | 병인 | 대   | 1월 29일             | 기미          |
| 2월    | 정묘 | 대   | 2월 28일             | 기축          |
| 3월    | 무진 | 소   | 3월 30일             | 기미          |
| 4월    | 기사 | 대   | 4월 28일             | 무자          |
| 5월    | 경오 | 소   | 5월 28일             | 무오          |
| 6월    | 신미 | 대   | 6월 26일             | 정해          |
| 7월    | 임신 | 소   | 7월 26일             | 정사          |
| 윤7월  |      | 소   | 8월 24일             | 병술          |
| 8월    | 계유 | 대   | 9월 22일             | 을묘          |
| 9월    | 갑술 | 소   | 10월 22일            | 을유          |
| 10월   | 을해 | 대   | 11월 20일            | 갑인          |
| 11월   | 병자 | 소   | 12월 20일            | 갑신          |
| 12월   | 정축 | 대   | 1950년 1월 18일      | 계축          |